# Bellevueparkens luftvärnsställning

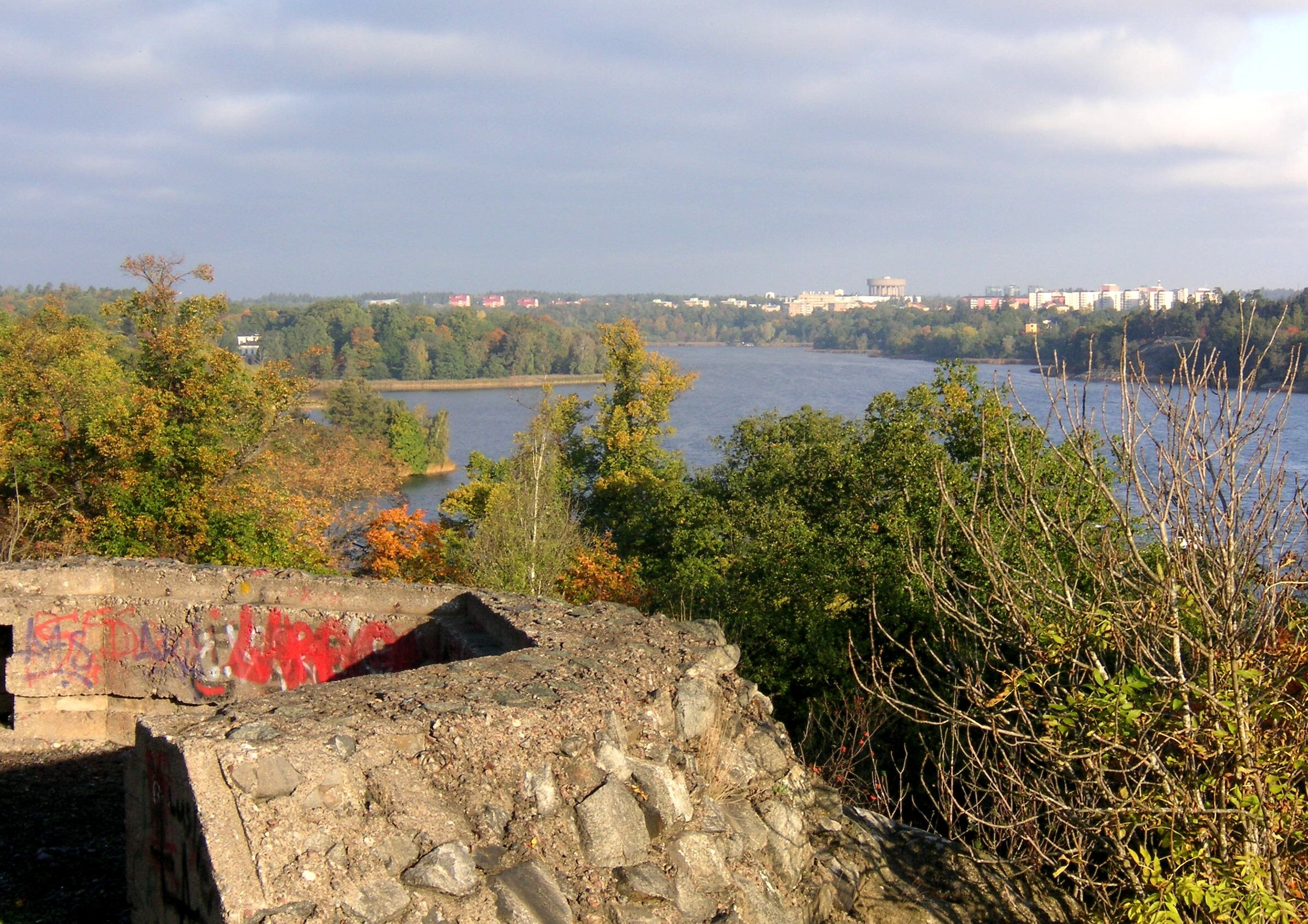
Utsikten över Brunnsviken från Bellevueparkens luftvärnsställning, oktober 2006.

Bellevueparkens luftvärnsställning var belägen i Bellevueparken i norra Stockholm. Anläggningen bestod av flera pjäsvärn som kunde bemannas under andra världskriget. Området kring Bellevueparken och södra delen av Brunnsviken var dessutom säkrat med stridsvagnshinder och flera skyttevärn. Idag (2011) finns två tydliga batteriplatser kvar på höjden cirka 100 meter väster om Carl Eldhs Ateljémuseum, medan resten har rivits eller plomberats (d.v.s. förseglats permanent), några har fått en ny funktion som utsiktsplatser med parkbänkar.  

## Bakgrund

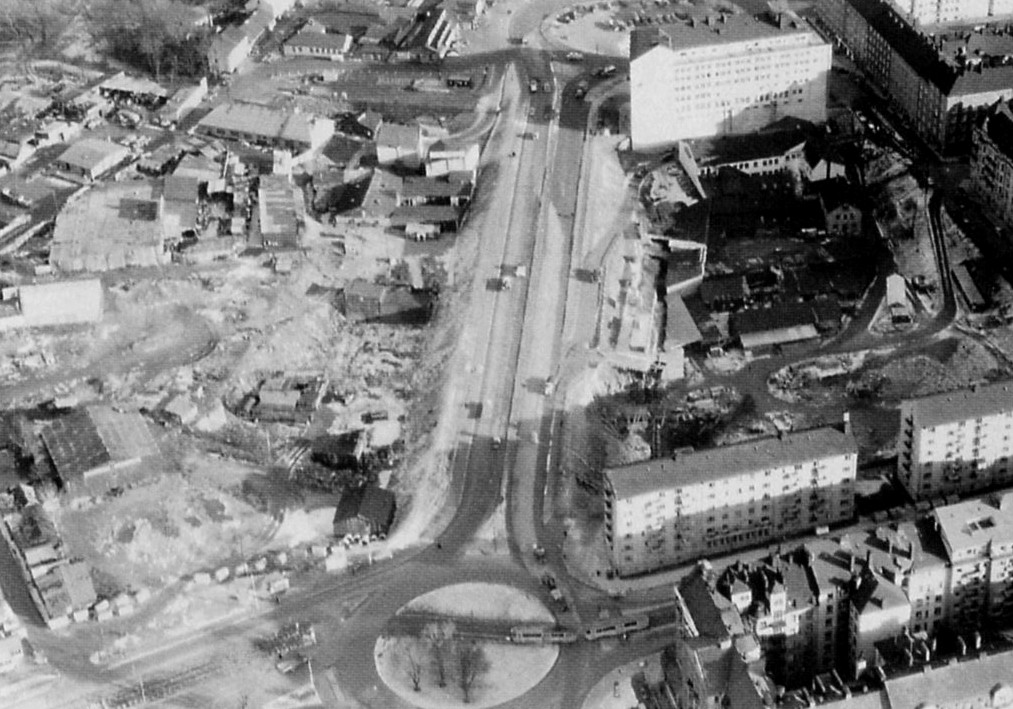
Norrtull några år efter andra världskriget. Längst ner till vänster syns en rad betongpianon.

Runt Stockholm fanns 1944 ett femtiotal luftvärnsbatterier med olika bestyckning och dessutom flera platser utrustade med strålkastare och lyssnarapparater. Dessa började anläggas redan innan krigsutbrottet 1939 och kompletterade den inre och yttre H-linjen (huvudförsvarslinjen) kring huvudstaden. De kraftfullaste batterierna var bestyckade med 75 mm luftvärnskanoner, de minsta med 8 mm luftvärnskulsprutor. Ofta var uppgiften att skydda infrastrukturobjekt som broar och farleder.
Stockholms luftvärnsbatterier var inte bemannade dygnet runt från 1939-1945 men vid vissa kritiska perioder var förbanden stridsgrupperade i ställningarna, som i september 1939 (krigsutbrottet av andra världskriget), april 1940 (invasion av Danmark och Norge genom Nazityskland) och sommaren 1941 (Operation Barbarossa, Nazitysklands anfall på Sovjetunionen). I slutet av 1944 skulle Stockholms luftförsvar förstärkas ordentligt med 49 grova pjäser.

## Luftvärnsställningen
Bellevueparkens luftvärnsställningen ingick i den norra inre H-linjen (huvudförsvarslinjen) mellan Roslagstull och Norrtull som bestod även av stridsvagnshinder och flera skyttevärn. Huvuduppgiften för denna luftvärnsställning var att försvara Värtabanan som utgjorde en viktig transportlinje mellan Stockholms frihamn och Norra station samt de viktiga vägförbindelser vid Norrtull och Roslagstull. 
Först sent under andra världskriget, på nyåret 1944 beslöts att komplettera stadens luftvärnsbatterier i den inre H-linjen med fasta fältbefästningar. Från Bellevueområdet mot öst gick Norra Djurgårdens stridsvagnsspärr, som sträckte sig från Brunnsviken, förbi Laduviken till Husarviken och Lilla Värtan. Mot väst fortsatte linjen via Norra station till Karlberg, Kristineberg och fram till Tranebergsbron.
På ett flygfoto som togs några år efter kriget syns fortfarande en rad stridsvagnshinder av typ betongpianon uppradade mellan Stallmästaregården och cirkulationsplatsen Norrtull. Några fanns kvar ända in på 2000-talet men togs bort i samband med bygget för Norra länken.

## Bilder

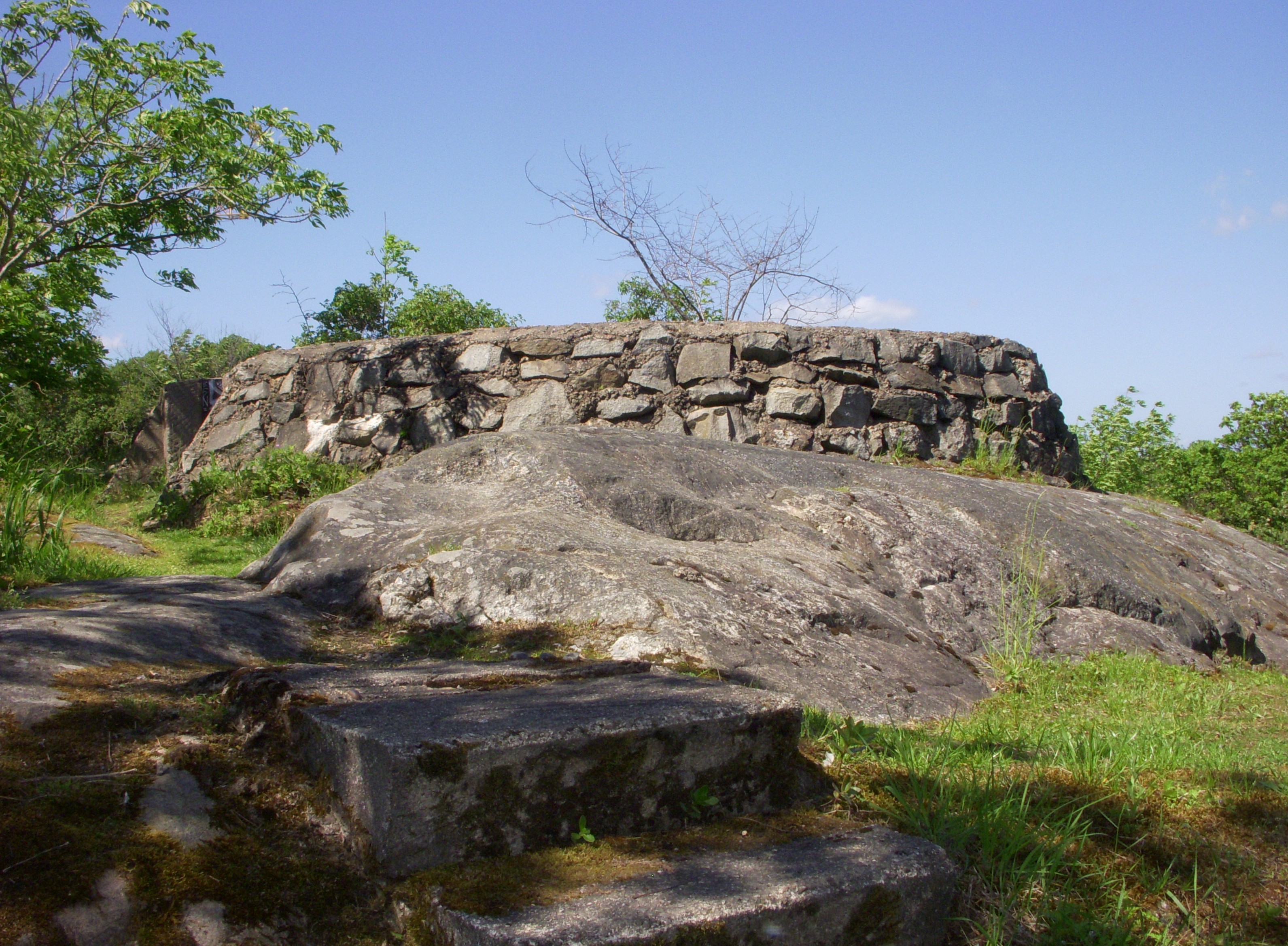
Södra batteriplatsen, 2011
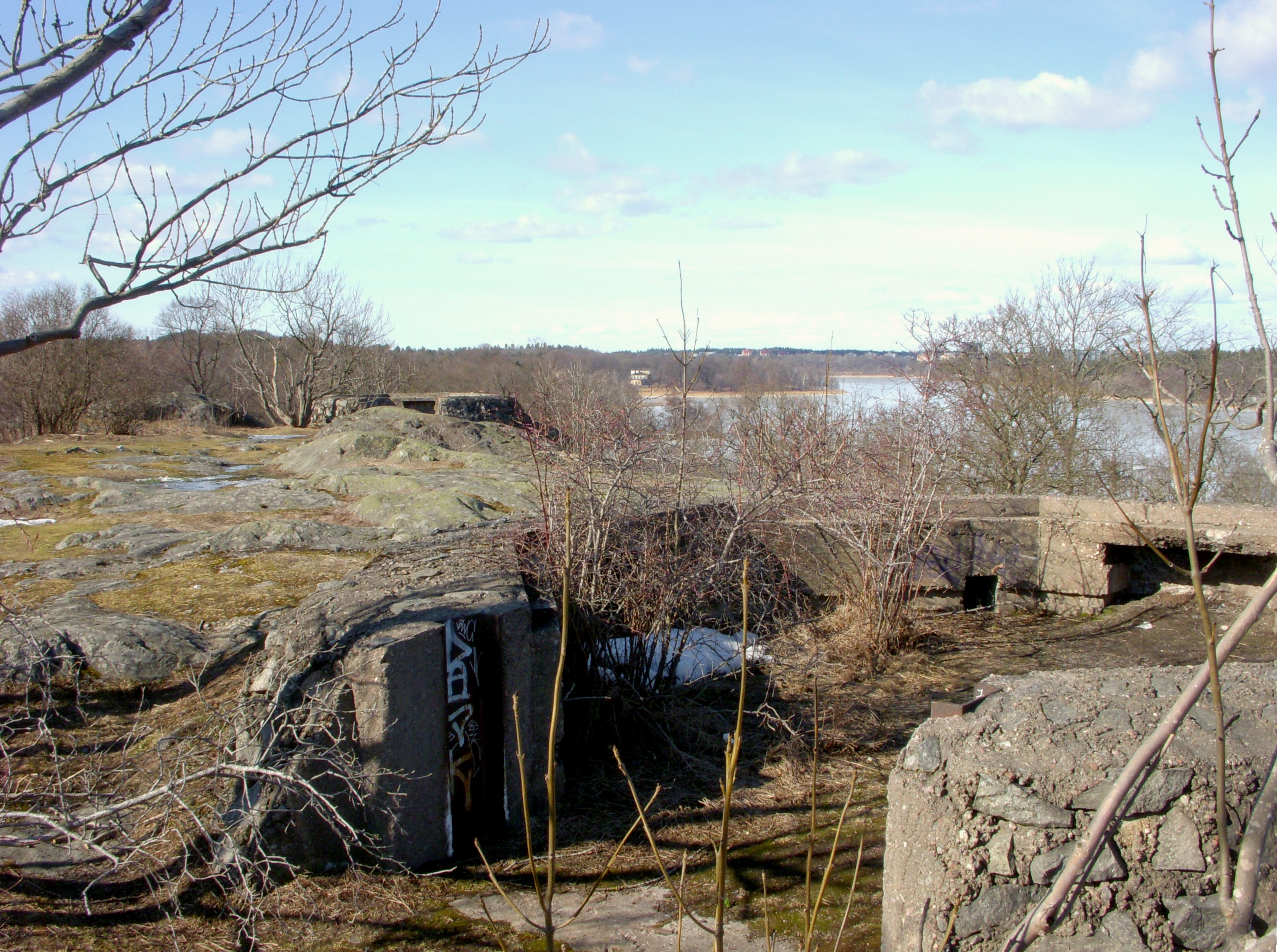
Båda batteriplatserna, 2011
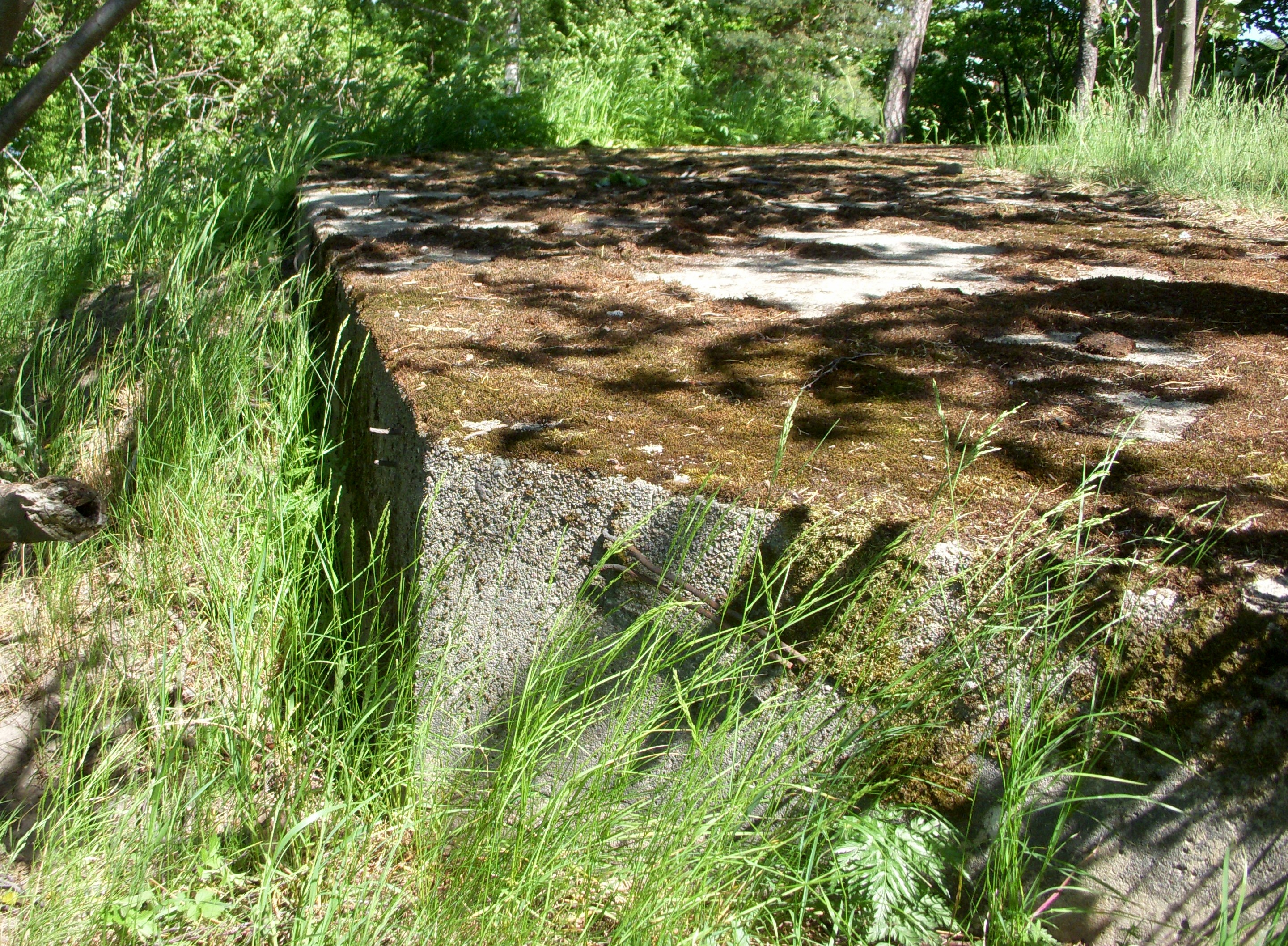
Plomberat pjäsvärn på Bellevueudden
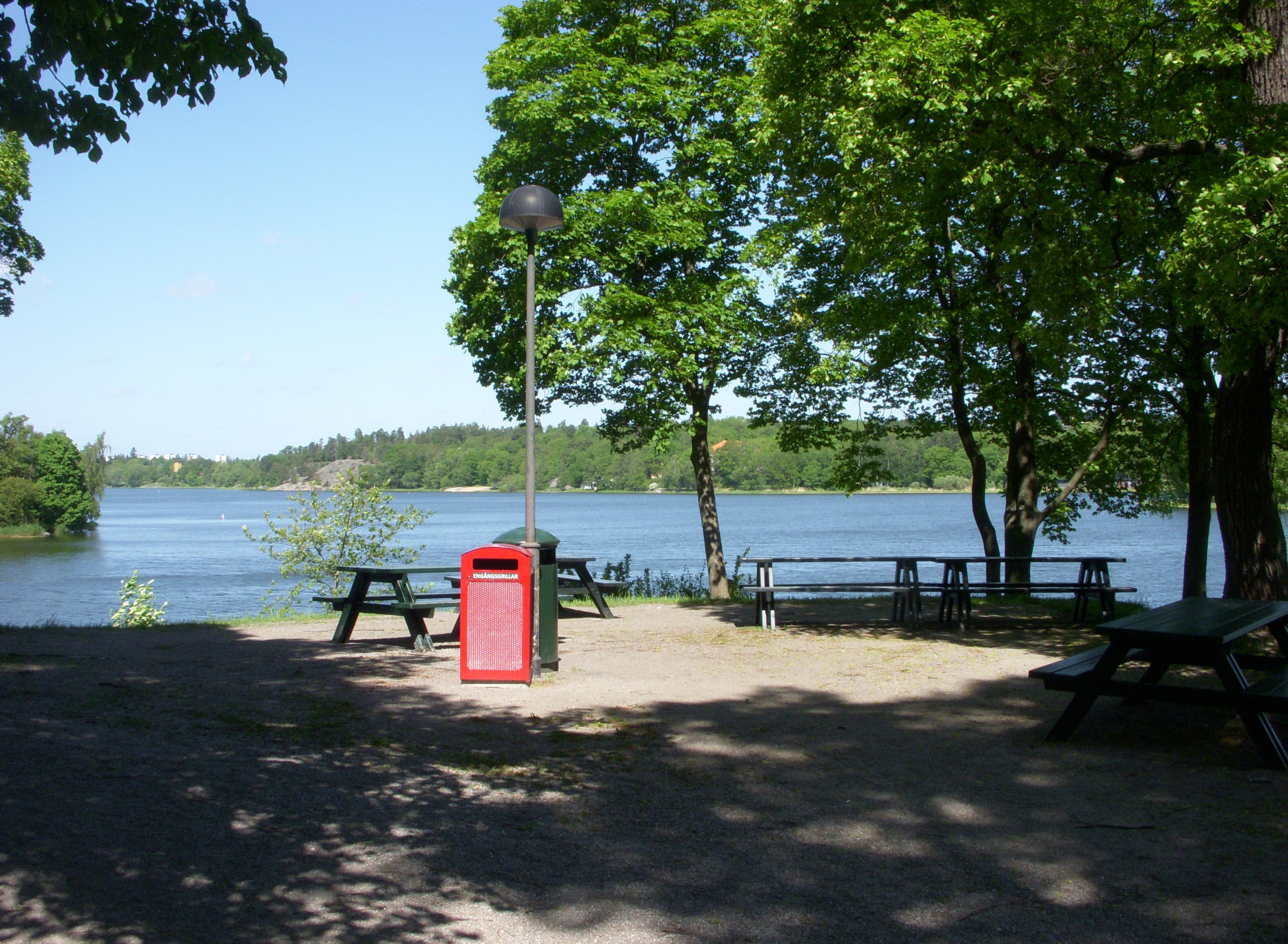
Skyttevärn som blivit till utsiktsplats